# Він зробив і не зробив це
«Він зробив і не зробив це» (англ. He Did and He Didn't) — американська короткометражна кінокомедія Роско Арбакла 1916 року.

## Сюжет
В гості до сімейного подружжя Фатті і Мейбл приїхав колишній однокласник дружини. Фатті сам не свій від ревнощів. Йому здається, що дружина його обманює. Вночі він бачить страшний сон…

## У ролях
- Роско «Товстун» Арбакл — Фатті
- Мейбл Норманд — Мейбл
- Вільям Джефферсон — однокласник Мейбл
- Аль Ст. Джон — грабіжник
- Джо Бордо — його спільник
- Ллойд Педдрік — дворецький
- Джиммі Браянт — другий спільник
- Гілберт Елі — поліцейський